# 大島崚
橘崚（日语：／ Tachibana Ryō，1991年9月18日—），日本男性前配音員、前演員。出身於栃木縣宇都宮市。舊藝名：。身高171cm。B型血。

## 經歷
橘崚與安倍龍太郎一起通過了由SPACE CRAFT集團主辦的「帥氣男聲優組」的試鏡，並加入了該公司的聲優部門。2009年，在電視動畫《戀愛班長》裡飾演東條潮首次亮相。此後，他在從事配音事業的同時，開始從事舞台演員的工作。
2012年，他在自己的部落格上宣布離開SPACE CRAFT。在擔任一段時間的自由工作者後，他於2013年4月加入A-Light。
2022年4月4日，他在Twitter上宣布將於同年4月18日退出演藝圈。

## 演出
粗體字表示主要角色。

### 電視動畫
- 戀愛班長（2009年—2011年，東條潮[11]）2系列[系列 1]
- 偶像大師（2011年，AD、男子A、攝影師、通行人、殺人犯、觀眾A、助理導演A、工作人員B、助理導演B）
- 純白交響曲（2011年，班上同學）

### 舞台
- 淳君♂THEATER（日语：つんく♂THEATER）第九彈 ～超人氣劇場～「超人氣委員長VS超人氣反對委員會！」（2011年1月6日—10日，六行會館（日语：六行会ホール））—飾 東條潮
- 七王子 -打敗平凡的王子!!-（2011年4月8日—17日，綠色劇場（日语：シアターグリーン）大樹劇院）
- 過境喜劇演員小品集錦（2011年12月29日，綠色劇場BOX in BOX theater）
- 舞台『十鬼之絆 ～關原奇譚～ 戀舞』（2013年12月13日—22日，星陵會館大廳）—飾 秦[12]
- 舞台『STORM LOVER ～波濤邊的王子SUMMER～（日语：STORM LOVER#舞台）』—飾 犬塚千尋
  - 舞台『STORM LOVER ～波濤邊的王子SUMMER～』（2014年5月3日—11日，俳優座劇場（日语：俳優座劇場））[13]
  - 舞台『STORM LOVER ～波濤邊的王子SUMMER！ 改!!～』（2015年5月23日—31日，CBGK澀劇!!（日语：CBGKシブゲキ!!））[14]
- 『HAMATORA -超能偵探社- THE STAGE』—飾 巴斯德伊
  - 『HAMATORA -超能偵探社- THE STAGE -CROSSING TIME-』（2014年8月16日—24日，俳優座劇場）[15]
  - 『HAMATORA -超能偵探社- THE STAGE -DOUBLE MISSION-』（2015年3月14日—22日，星陵會館大廳）[16]
- 舞台『CLOCK ZERO ～終焉之一秒～（日语：CLOCK ZERO 〜終焉の一秒〜）』—飾 反叛者
  - 舞台『CLOCK ZERO ～終焉之一秒～ Rin-g-age』（2014年11月22日—30日，博品館劇場（日语：博品館劇場））[17]
  - 舞台『CLOCK ZERO ～終焉之一秒～ Re-verse-mind』（2015年7月25日—8月2日，太陽購物中心劇場（日语：シアターサンモール））[18]
  - 舞台『CLOCK ZERO ～終焉之一秒～ Watch Over』（2016年3月16日—22日，星陵會館大廳）[19]
- PUPA CINEMATIC STAGE相關[20]
  - PUPA CINEMATIC STAGE 5 『56W.X ～我的聖誕老人～』（2014年12月3日—7日，TACCS1179）—飾 五郎
  - PUPA CINEMATIC STAGE 6 （2015年7月15日—19日，TACCS1179）—飾
- 手機王子（暫） 戀愛模擬篇 ～ver.2.1～（2015年9月19日—23日，AQUA studio）—飾 櫻井
- GEKIIKE正式公演第7回『月下燦爛之星 -帝都綺譚-』（2015年10月15日—26日，綠色劇場Box in Box）—飾 佐伯弘[21]
- 舞台『聖靈家族』—主演：飾 利貝塔
  - 舞台『聖靈家族 Valentino』（2016年1月20日—27日，OWL SPOT）[22]
  - 舞台『聖靈家族2 -第23張塔羅牌-』（2016年9月7日—11日，太陽購物中心劇場）[23]
  - 舞台『聖靈家族 幽靈船的秘密』（2017年9月16日—24日，太陽購物中心劇場）[24]
- 劇團M.M.C 音樂劇『華麗男公關偵探社（日语：ホス探へようこそ#舞台）』—主演：飾 小林／小林行
  - 劇團M.M.C 音樂劇『華麗男公關偵探社 The Last Valentine』（2016年2月10日—14日，新宿太陽購物中心劇場）[25]
  - 劇團M.M.C 音樂劇『華麗男公關偵探社 ～The First～』（2016年6月22日—26日，橫濱O-SITE）[26][27]
  - 劇團M.M.C 音樂劇『華麗男公關偵探社 ～The Second/Anti-Aless～』（2016年8月24日—28日，橫濱O-SITE）[28]
  - 劇團M.M.C 音樂劇『華麗男公關偵探社 The Third』（2017年7月5日—9日，新宿村LIVE）
- Be With企劃製作 VOL.29 THE BUTTERFLY EFFECT CHRONICLE 『沃普爾吉斯之夜』（2016年4月17日—24日，太陽購物中心劇場）—飾 巴富爾[29]
- 舞台版『其實我是…』（2016年5月11日—15日，新宿村LIVE）—主演：飾 黑峰朝陽[30]
- 舞台『MARKER LIGHT-BLUE』（2016年10月5日—10日，新宿莫里哀劇院）—飾 維里特[31]
- 舞台『玲和天使居住的數字。』（2016年11月23日—27日，綠色劇場大樹劇院）[32]
- 願君勿死 零（2016年12月21日—25日，新宿村LIVE）—主演：飾 白磁[33]
- 舞台『疾走王子 THE LIVE STAGE』EPISODE 2（2017年4月22日—30日，1010劇場（日语：シアター1010）／5月5日—7日，森之宮Piloti Hall（日语：森ノ宮ピロティホール））—飾 間瀨曉嗣[34]
- ASSH（日语：ACTOR'S TRASH ASSH） 十五週年紀念興行 第二彈『蒼海的提達 ～Truth～』～The Five God Chronicle 琉球篇～（2017年8月9日—13日，CBGK澀劇!!）—主演：飾 提達[35]
- ENTHENA PLAY UNION 第六回公演「心靈的旅人，現在是秋天」『我和你的故事』（2017年11月29日—12月3日，Cofrelio新宿劇院）—主演[36]
- 歌劇派舞台『廢柴王子（日语：DAME×PRINCE#舞台）』—飾 迪奧
  - 歌劇派舞台『廢柴王子』廢柴王子 VS 完美王子（2018年12月1日—9日，AiiA 2.5 Theater Tokyo（日语：アイアシアタートーキョー））[37]
  - 歌劇派舞台『廢柴王子』廢柴王子 VS 冒牌王子（2019年5月17日—23日，讀賣大手町大廳）[38]
- 青春歌鬥劇戰鬥節奏舞台WAVE（2019年1月25日—2月3日，太陽購物中心劇場）—飾 翔[39]
- 『Starry☆Sky on STAGE』—飾 木之瀨梓
  - 『Starry☆Sky on STAGE』（2019年7月10日—15日，品川王子大飯店 俱樂部eX）[40]
  - 『Starry☆Sky on STAGE』SEASON2 ～星雪譚～（2020年1月16日—26日，紀伊國屋南劇場（日语：紀伊國屋サザンシアター TAKASHIMAYA））[41]
- Ask企劃製作
  - vol.23 ～系列第6彈～～建造東京鐵塔的人們的故事～ 〈前篇〉（2019年9月19日—24日，綠色劇場大樹劇院）—飾 岸谷護一[42]
  - vol.24 ～系列第6彈～～建造東京鐵塔的人們的故事～ 〈後篇〉（2020年3月25日—30日，綠色劇場大樹劇院）—飾 岸谷護一
- PUPA musical..”” 『夢幻泡影』系列 第1彈 ～夢～（2019年10月30日—11月3日，新宿村LIVE）[43]
- 第五人格 STAGE—飾 幸運兒
  - 第五人格 STAGE Episode 1『What to draw』（2019年11月29日—12月8日，陽光劇場（日语：サンシャイン劇場））[44]
  - 第五人格 STAGE Episode 2『Double Down』（2020年6月2日—7日，東京HULIC大廳（日语：ヒューリックホール東京））（全公演中止）
  - 第五人格 STAGE Episode 3『Cry for the moon』（2020年9月10日—18日，TACHIKAWA STAGE GARDEN）[45]
  - 第五人格 STAGE 大感謝祭（2020年11月19日—20日，舞濱圓形劇場）[46]
  - 第五人格 STAGE Episode 2『Double Down』（2021年3月24日—4月1日，TACHIKAWA STAGE GARDEN）[47]
- 音樂劇『黑與白 -purgatorium-』—飾 努力·流珥
  - 音樂劇『黑與白 -purgatorium-』（2020年2月19日—23日，日本青年館大廳）[48]
  - 音樂劇『黑與白 -purgatorium- ad libitum』（2020年11月27日—12月6日，東京HULIC大廳）[49]
- 饗宴『與你一起在茜色的世界裡歌唱 ～羈絆～』—飾 德川綱吉
  - 饗宴『與你一起在茜色的世界裡歌唱 ～羈絆～』（2020年4月29日—5月6日，CBGK澀劇!!）[注 1][50]
  - 饗宴『與你一起在茜色的世界裡歌唱 ～羈絆～』（2021年5月12日—18日，CBGK澀劇!!）[51]
- 2.5次元舞蹈現場—飾 櫻庭涼太
  - 2.5次元舞蹈現場「ALIVESTAGE」（日语：2.5次元ダンスライブ「ALIVESTAGE」） Episode 4『WYD』（2021年2月4日—14日，東京HULIC大廳）[52]
  - 2.5次元舞蹈現場「ALIVESTAGE外傳 ZIX STAGE『Break It!』」（2021年2月27日—28日，草月大廳）[53]
  - 2.5次元舞蹈現場「ALIVESTAGE Episode 5『月野百鬼夜行綺譚 天獄 -你不要死去-』」（2021年9月2日—12日，劇場G羅索）[54]
  - 「LUNATIC LIVE 2021」（2021年9月4日—5日，東京花園劇院）[注 2]（全公演中止）[55]
  - 2.5次元舞蹈現場「ALIVESTAGE Episode 6『Gift』」（2022年3月18日—27日，東京HULIC大廳）[注 3]
- 舞台『我們之間的距離』（2021年7月14日—18日，Kinkero Theater（日语：キンケロ・シアター））—主演：飾 多田忠司[56]
- 舞台「Hyonhyon ～ 偶然中的「Hyon」是什麼意思？」（2021年11月24日—28日，太陽購物中心劇場／12月10日—12日，ABC大廳）—飾 工藤新[57]
- 舞台『本能寺奧泰羅』（2022年1月7日—11日，Cofrelio新宿劇院）—飾 武田元明[58]
- 舞台『暮光之淚』（2022年1月19日—23日，太陽商城工作室）—每日嘉賓[注 4][59]

### 雜誌
- LOVE berry（日语：ラブベリー）（2009年—2012年3月號，德間書店）—男性專屬模特兒

### 遊戲
- BinaryStar（日语：BinaryStar）（2014年，克魯斯·霧[60]）
- 百花百狼 ～戰國忍法帖～（2016年，山倉猿之介）

### 廣播劇CD
- （咖哩雞 ）[注 5]

### 廣播節目
- 大島崚的Home Room集合（RADIO BERRY（日语：エフエム栃木））
- A&G ARTIST ZONE 2h（日语：A&G ARTIST ZONE 2h）（2011年10月4日—2012年3月28日，文化放送，超！A&G+）—助理主持人[61][62]

### 電視節目
- 早安攝影棚（日语：おはスタ）（2010年4月8日—2011年3月24日，東京電視台）—作為東條潮週四常駐
- PROSTA TV（2022年1月5日—3月16日，TOKYO MX、BS日視，#1—#3）[63]

### 網路節目
- 橘崚的「你在幹什麼？」（2020年6月22日—2022年4月18日，LINE LIVE（日语：LINE LIVE））

### 電影
- 月下燦然之星 THE MOVIE（2016年）—飾 佐伯弘[64]
- 劇場版SOARA2「I will. -你走在未來的時候-」（2021年10月29日）—飾 櫻庭涼太[注 6]
- 岡野教授的高校協奏譚（2024年6月28日）—飾 白金京介[65]

### 特攝影集
- 超人力霸王大河（2019年）—飾 沃魯克[66]

### 專欄
- 大島崚的VAICE JACK！（2011年7月—2012年3月，Fami通.com「COMIC B's-LOG AIR RAID（日语：B's-LOG COMIC）」）[67]

## 音樂作品

### 角色歌曲
| 發行日期 | 商品名稱                                                                                   | 歌 | 樂曲                                                           | 備註                                                                                |
| 2009年   | 2009年                                                                                     | 2009年 | 2009年                                                         | 2009年                                                                              |
| -------- | ------------------------------------------------------------------------------------------ | --- | -------------------------------------------------------------- | ----------------------------------------------------------------------------------- |
| 10月21日 |                                                                                            | MM3 | 「」                                                           | 電視動畫《戀愛班長》片尾主題曲                                                      |
| 2010年   |                                                                                            | |                                                                |                                                                                     |
| 6月16日  |                                                                                            | MM3 | 「」                                                           | 電視動畫《戀愛班長》片尾主題曲                                                      |
| 2020年   |                                                                                            | |                                                                |                                                                                     |
| 3月20日  |                                                                                            | 怠惰·貝爾菲格（岩佐祐樹）、努力·流珥（橘崚） | 「Acedia -怠惰-」                                              | 音樂劇《黑與白 -purgatorium-》劇中歌                                                |
| 2021年   |                                                                                            | |                                                                |                                                                                     |
| 2月26日  |                                                                                            | SOARA:［大原空（堀田龍成）、在原守人（石渡真修）、神樂宗司（吉田知央）、宗像廉（植田慎一郎）、七瀨望（渡邉響）］、Growth［衛藤昂輝（鹽澤英真）、八重樫劍介（石川翔）、櫻庭涼太（橘崚）、藤村衛（岩佐祐樹）］ | 「WYD」                                                        | 2.5次元舞蹈現場《ALIVESTAGE Episode 4「WYD」》主題歌                                |
| 2月26日  | Growth［衛藤昂輝（鹽澤英真）、八重樫劍介（石川翔）、櫻庭涼太（橘崚）、藤村衛（岩佐祐樹）］ | 「」 | 2.5次元舞蹈現場《ALIVESTAGE Episode 4「WYD」》Ver.GREEN 劇中歌 |                                                                                     |
| 10月8日  |                                                                                            | SOARA:［大原空（堀田龍成）、在原守人（石渡真修）、神樂宗司（吉田知央）、宗像廉（植田慎一郎）、七瀨望（渡邉響）］、Growth［衛藤昂輝（鹽澤英真）、八重樫劍介（石川翔）、櫻庭涼太（橘崚）、藤村衛（岩佐祐樹）］ | 「」                                                           | 2.5次元舞蹈現場《ALIVESTAGE Episode 5「月野百鬼夜行綺譚 天獄 -你不要死去-」》主題歌 |
| 2022年   |                                                                                            | |                                                                |                                                                                     |
| 4月1日   |                                                                                            | SOARA:［大原空（堀田龍成）、在原守人（石渡真修）、神樂宗司（吉田知央）、宗像廉（植田慎一郎）、七瀨望（渡邉響）］、Growth［衛藤昂輝（鹽澤英真）、八重樫劍介（石川翔）、櫻庭涼太（橘崚）、藤村衛（岩佐祐樹）］ | 「Gift For The Music」                                         | 2.5次元舞蹈現場《ALIVESTAGE Episode 6「Gift」》主題歌                               |

## 腳註

## 外部連結
- 橘崚的X（前Twitter） （日語）[]